# Cypronia
Cypronia (früher Ablaze Entertainment bzw. Cypron Studios) ist ein slowakisches Indie-Entwicklerstudio und Publisher für Computerspiele mit Sitz in Michalovce. Das Studio entwickelt bzw. entwickelte Computerspiele für den Computer, die PlayStation 4, die Nintendo Switch, die Wii U, den Nintendo 3DS, den Nintendo DS und den Nintendo DSi.

## Geschichte
Cypronia wurde 1997 als Ablaze Entertainment gegründet. 2001 änderten sie ihren Namen in Cypron Studios um. Mit dem Veröffentlichen ihrer ersten Nintendo-DS-Spiele im Jahr 2008 nannten sie sich erneut um in Cypronia. Bekanntheit erlangte das Entwicklerstudio mit dem Spiel Cube Life: Island Survival, welches erstmals am 4. Juni 2015 in Nordamerika für die Wii U erschien und #1 in Europa, #2 in Amerika und #3 in den Nintendo-eShop-Charts in Japan erreichte.

## Spiele
Nachfolgend eine chronologische Liste aller jemals von Cypronia veröffentlichten Spiele (Erscheinungsjahr und Plattform beziehen sich jeweils auf die Ursprungsversion):
- The Strangers (1997, Commodore Amiga, Echtzeit-Strategiespiel)
- Napalm: Crimsons Crisis (1999, Commodore Amiga, Echtzeit-Strategiespiel)
- State of War (2001, Computer, Echtzeit-Strategiespiel)
- State of War: Warmonger (2003, Computer, Echtzeit-Strategiespiel, Nachfolger von State of War)
- Gods: Lands of Infinity (2006, Computer, RPG)
- Logitech’s Golf (2006, Computer)
- Gods: Lands of Infinity: Special Edition (2007, Computer)
- State of War 2: Arcon (2007, Computer)
- Command and Destroy (2008, Nintendo DS, Echtzeit-Strategiespiel)
- 1 vs 100 (2008, Nintendo DS, Quizspiel)
- Jagged Alliance (2011, Nintendo DS)
- Cube Life: Island Survival (2015, Wii U, Sandbox-Spiel)
- Cube Life: Pixel Action Heroes (2017, Wii U, Ego-Shooter)
- Pixel Action Heroes (2018, Nintendo Switch, Remake von Cube Life: Pixel Action Heroes)
- Cube Life: Island Survival (HD-Remake/Mobile-Version) (2018, Computer, Smartphone, HD-Remake von Cube Life: Island Survival)
- State of War: Warmonger (Remake) (2018, Computer, enthält State of War, State of War: Warmonger und 16 zusätzliche Missionen[3])
- Angry Bunnies: Colossal Carrot Crusade (2019)